# Ревати
Ревати — дочь царя Какудми и жена Баларамы, старшего брата Кришны. О ней упоминается в некоторых пуранических текстах, таких как «Махабхарата» и «Бхагавата-пурана».
11 апреля 2018 года в её честь Международный астрономический союз назвал кратер (Revati) на Хароне.

## Встреча с Баларамой
Ревати была единственной дочерью царя Какудми, могущественного монарха, который правил Кукастхали, процветающим царством у моря, а также контролировал другие земли, включая царство Анарта. Чувствуя, что никто не сможет доказать, что он достаточно хорош для его прекрасной и талантливой дочери, царь Какудми взял с собой Ревати на Брахма-локу, чтобы спросить совета у Брахмы о том, как ему найти подходящего мужа для его дочери.
Когда они прибыли, Брахма слушал музыкальное представление в исполнении гандхарвов, так что они терпеливо ждали, пока оно не кончится. После, Какудми смиренно склонился, обратился со своей просьбой и представил свой список кандидатов. Брахма громко рассмеялся и объяснил, что на разных платформах существования время течёт по-разному, и, что пока они недолго ждали, чтобы увидеть его, на Земле прошло уже 27 чатур-юг. Брахма сказал Какудми: «О царь, все те, кого в своём сердце ты решил принять как своего зятя с течением времени уже оставили своё тело. Уже прошло 27 чатур-юг. Те, кого ты выбрал уже давно ушли, ушли и их сыновья, внуки и другие потомки. Ты даже не услышишь об их именах. Пока мы с тобой разговаривали уже почти наступил конец 28-й эпохи, и скоро наступит эпоха Кали. Так что ты должен отдать этот драгоценный камень в руки другого мужа, ведь теперь ты одинок, а твои друзья, министры, слуги, жёны, родственники, армии и сокровища уже давно были сметены рукой времени.»
Царь Какудми был очень удивлён и встревожен этой новостью. Однако Брахма успокоил его и добавил, что Вишну в настоящее время воплотился на Земле в форме Кришны и Баларамы, при этом рекомендовав Балараму как подходящего мужа для Ревати.
Затем Какудми и Ревати возвратились на Землю. Они были шокированы изменениями, которые там произошли. Изменилась не только окружающая природа, но, спустя 27 чатур-юг, человечество оказалось на гораздо более низком уровне развития, чем в их время. «Бхагавата-пурана» описывает, что они нашли расу людей, которая «уменьшилась в росте, стала слабее, в том числе и в умственном развитии.»

## Свадьба с Баларамой
Дочь с отцом нашли Балараму и предложили сыграть свадьбу. Из-за того, что Ревати была из более ранней юги, её размер и рост были намного больше, чем у её мужа, но Баларама, «увидев, что девушка чрезмерно высока», стукнул по её голове своим плугом (характерным для него оружием), и она уменьшилась, став такой же низкой, как и люди этой эпохи. И затем правильным образом была проведена свадьба.
Ревати родила своему мужу двух сыновей, Нишатху и Улмуку. Оба они были убиты в братоубийственной войне, после которой Баларама завершил своё земное воплощение в медитации на берегу моря. Во время похоронной церемонии Ревати взошла в погребальный костёр и была сожжена вместе с ним.